# Analphabétisme

Bulletin de vote du référendum sur l'indépendance du Soudan du Sud (janvier 2011) : il est conçu pour permettre le vote des analphabètes.

L'analphabétisme est l'incapacité à lire, écrire, comprendre un texte/phrase et compter, le plus souvent par manque d'apprentissage.
Il se distingue de l'illettrisme, terme utilisé en France quand la personne a été scolarisée en français mais que cet apprentissage n'a pas conduit à la maîtrise de la lecture et de l'écriture ou que cette maîtrise a été perdue.

## Définitions

### Définition de l'UNESCO
L'analphabétisme est l'incapacité de lire et d’écrire. Mais cette notion a évolué au cours du temps.
En 1958, l'UNESCO donnait la définition suivante de l'alphabétisme : « une personne est alphabète si elle peut à la fois lire et écrire, en le comprenant, un énoncé simple et bref se rapportant à sa vie quotidienne ». L’Unesco soutenait ainsi l’idée d’une « éducation fondamentale », principalement centrée sur les compétences en lecture et en écriture. Analphabète était alors un terme « générique », qui ne considérait pas le parcours (scolaire) de la personne.
Dans les années 1960-1970, combattre l'analphabétisme a de plus en plus été considéré comme une condition nécessaire de la croissance économique et du développement national. En 1965, le Congrès mondial des ministres de l'éducation sur l'élimination de l'analphabétisme a mis en avant le lien existant entre alphabétisme et développement, et proposé pour la première fois le concept d'alphabétisme fonctionnel : « L'alphabétisation doit être considérée non comme une fin en soi mais comme un moyen de préparer l’homme à un rôle social, civique et économique qui va au-delà des limites de la forme rudimentaire de l'alphabétisation consistant simplement à enseigner la lecture et l’écriture ».
En 1978, l’UNESCO adopte une définition de l'alphabétisme fonctionnel, toujours en vigueur : « Une personne est alphabète du point de vue fonctionnel si elle peut se livrer à toutes les activités qui requièrent l’alphabétisme aux fins d’un fonctionnement efficace de son groupe ou de sa communauté et aussi pour lui permettre de continuer d’utiliser la lecture, l’écriture et le calcul pour son propre développement et celui de la communauté ».

### Définitions internationales
Les conceptions de l'alphabétisation et de l'alphabétisme au niveau des nations tendent à ressembler à celles présentées par l'UNESCO, mais il subsiste néanmoins des variations intéressantes. Ainsi, une enquête fut réalisée par l'UNESCO dans 105 pays entre 1993 et 2004 pour objectif de déterminer les différentes définitions nationales. Environ 80 % des pays définissent l'alphabétisme comme la capacité de lire et/ou d’écrire un énoncé simple dans une langue nationale ou une langue autochtone.
Selon les pays, l'alphabétisme peut être défini par l'aptitude à lire facilement ou difficilement une lettre ou un journal, la capacité de lire et/ou d’écrire un énoncé simple dans une langue nationale ou une langue autochtone, l'aptitude à lire et écrire des phrases simples (dans certaines langues ou dans une langue quelconque) ou encore l'alphabétisme peut dépendre du niveau d'instruction atteint. Au Mali, quelqu'un est considéré comme analphabète s'il n'a jamais été scolarisé, même s'il sait lire et écrire. En Chine, quelqu'un est considéré comme alphabète s'il connaît un minimum de 2 000 caractères dans les zones urbaines, 1 500 dans les zones rurales.

#### En France
Jusqu’au début des années 1980, l'analphabétisme est considéré en France comme un problème réglé, qui ne concerne plus que la population immigrée, notamment d'Afrique. Soit il s'agit de personnes jamais scolarisées, presque toujours d'origine immigrée, et il est prévu des cycles de formation d'« alphabétisation » (ces personnes sont les seules, en France, à pouvoir être qualifiées d'« analphabètes »). Soit il s'agit d'un problème d'insuffisance en français seconde langue, et les formations proposées s'appellent « français langue étrangère » (FLE).
En 1981, le rapport Oheix sur la pauvreté souligne le fait que beaucoup de Français ont des compétences limitées en lecture et en écriture. L’association ATD Quart-monde avait créé le terme « illettrisme », pour alerter l'opinion sur la nécessité de satisfaire le besoin de culture des Français pauvres dont les compétences en lecture et en écriture étaient limitées, le terme « analphabète » étant jugé péjoratif. Ainsi, le mot « illettrisme » fut utilisé pour décrire une personne ayant suivi le cycle de l'école primaire française sans pour autant y avoir acquis les compétences requises. Un mouvement dit de « lutte contre l'illettrisme » se développe avec la création du GPLI (Groupe permanent de lutte contre l'illettrisme) puis de l'ANLCI (Agence nationale de lutte contre l'illettrisme). Le mot « illettrisme » fut redéfini en 2003 par l'ANLCI. Les formations proposées aux illettrés sont classées selon le niveau d'illettrisme, allant jusqu'à la remise à niveau des savoirs de base. « Agir ensemble contre l’illettrisme » fut Grande cause nationale 2013.

#### Au Québec
Au Québec, différentes études démontrent qu'un pourcentage non négligeable d'individus sont des illettrés fonctionnels.

## Prévalence

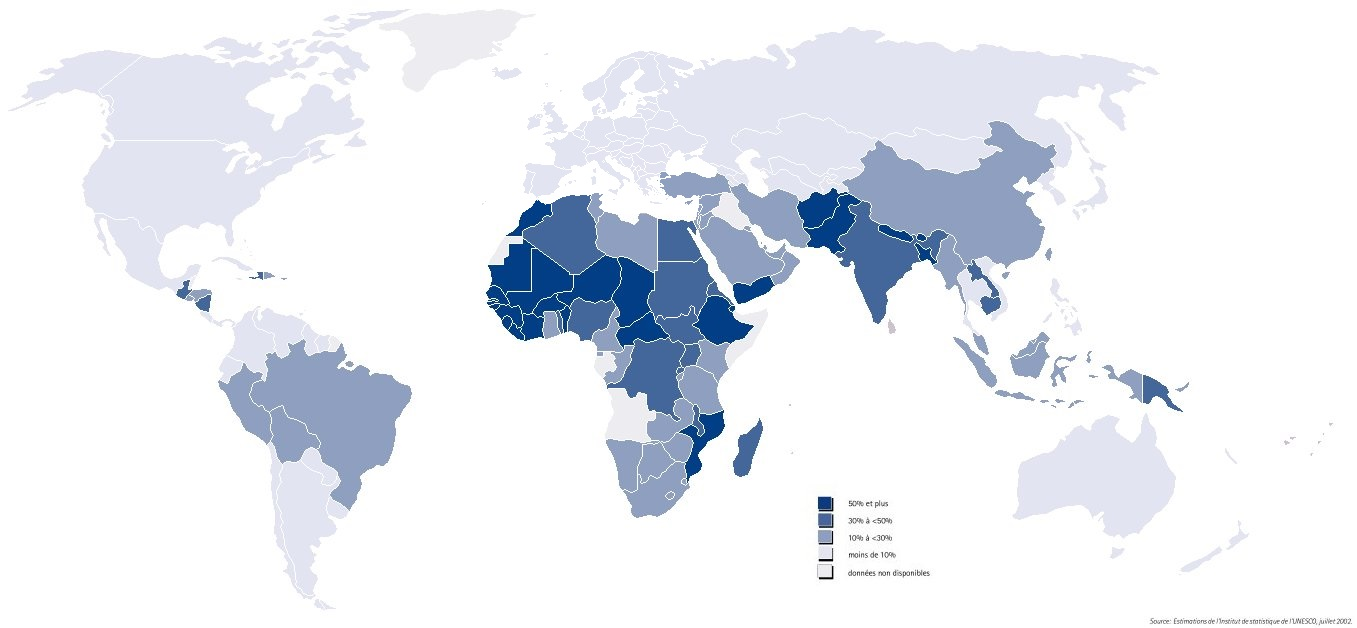
L'analphabétisme dans le monde d'après l'UNESCO (2000)

### Dans le monde
En 2008, selon l'UNESCO, le nombre d'analphabètes dans le monde est passé de 871 millions au cours de la période 1985-1994 à 774 millions pour la période 2000-2006 (soit environ 1/5 de la population adulte mondiale). Ces chiffres globaux cachent de fortes disparités.
Ainsi, 75 % des 774 millions d'adultes analphabètes dans le monde vivent dans seulement 15 pays comme le Bangladesh, le Brésil, la Chine, l'Inde ou le Nigeria. 64 % des adultes ne sachant ni lire ni écrire étaient des femmes pour la période 2000-2006.
En 2020, toujours selon l'Unesco, 771 millions d’adultes ne possèdent pas les compétences de base en lecture et en écriture, parmi lesquels 98 millions sont âgés de 15 à 24 ans. Les femmes représentent 63 % de l’ensemble des adultes analphabètes et 55 % des jeunes analphabètes. Parmi les adultes, 17 % de femmes et 10 % d’hommes sont alphabètes, ce qui représente un écart de 7 points de pourcentage, contre un écart entre les genres de seulement 2 points de pourcentage chez les jeunes. L’écart entre les genres en matière d’alphabétisme des adultes est le plus significatif en Asie centrale et du Sud (15 points) ainsi qu’en Afrique subsaharienne (13 points). Au Bénin, en Guinée, au Libéria, au Mali et en République centrafricaine, on compte 60 femmes alphabètes pour 100 hommes. Les femmes vivant en milieu rural accusent un retard encore plus important. Dans les zones rurales de Guinée, quelque 14 % de femmes étaient alphabètes en 2018 contre 39 % des hommes. En revanche, en milieu urbain, ces taux atteignaient respectivement 52 % et 77 %. Par conséquent, l’indice de parité entre les genres était près de deux fois plus élevé dans les zones urbaines (0,68 contre 0,35). En 2024, le Pakistan a un taux de 40 % d'analphabétisme.